# Schneider-törpekajmán
A Schneider-törpekajmán vagy sima homlokú kajmán (Paleosuchus trigonatus) a hüllők (Reptilia) osztályába, a krokodilok (Crocodilia) rendjébe és a aligátorfélék (Alligatoridae) családjába tartozó faj. Nevét leírójáról, Johann Gottlob Schneider (1750–1822) német természettudósról kapta.

## Elterjedése
Dél-Amerika északi részének síkvidéki édesvizeiben, főleg sekélyebb erdei patakokban él.

## Megjelenése
A legnagyobb ismert Schneider-törpekajmán 2,6 méter hosszú volt, de a nőstényeknél nagyobb hímek rendszerint csak 1,7–2,3 méter hosszúságúra nőnek meg. A kisebb, jórészt hasonló élőhelyen előforduló Cuvier-törpekajmántól (Paleosuchus palpebrosus) csontosabb páncélpikkelyei és rövid, vastagabb farka is megkülönbözteti.

## Életmódja
A fiatalabb kajmánok főleg vízi gerinctelenekkel és halakkal, a kifejlett egyedek viszont jobbára szárazföldi hüllőkkel és emlősökkel táplálkoznak. Jórészt éjszaka aktív faj, a nappalokat maga ásta üregekben tölti a szárazföldön, és éjszakánként több kilométert is megtehet földi táplálékot keresve. A párzási időszakot leszámítva általában magányos életet él, és kiterjedt territóriumot tart fenn.

## Szaporodása
A párzási időszak az esős évszak kezdete előtt kezdődik, ekkor építi fel a nőstény a fészekhalmot, amelybe 10-20 tojást rak. A fiókák a krokodiloknál szokatlanul hosszú idő, mintegy 115 nap után kelnek ki. A kifejlett kajmánok 10-20 éves koruk között kezdenek szaporodni.

## Természetvédelmi helyzete
A Természetvédelmi Világszövetség értékelése szerint nem fenyegetett. Szerepel a CITES II. függelékében.